# 데스퍼레이트
《데스퍼레이트》(영어: Desperate Measures)는 미국에서 제작된 바르베 슈뢰되르 감독의 1998년 액션 스릴러 영화이다. 마이클 키턴, 앤디 가르시아, 브라이언 콕스, 마샤 게이 하든 등이 출연하였고, 게리 포스터 등이 제작에 참여하였다.

## 줄거리
아내와 사별한 샌프란시스코 경찰관 프랭크는 백혈병에 걸린 아들 맷에게 완벽하게 맞는 골수 기증 가능자가 하필 소시오패스 피터 매케이브라는 걸 알게 된다. 피터는 골수 이식에 동의하지만 미리 동료 죄수에게서 진정제를 중화하는 약을 구해 수술 직전 도망친다. 이후 프랭크는 피터를 생포하기 위해 사력을 다해 뒤를 쫓기 시작한다.

## 출연
- 마이클 키턴 - 피터 J. 매케이브 역
- 앤디 가르시아 - 프랭크 코너 형사 역
- 브라이언 콕스 - 제러마이아 캐시디 서장 역
- 마샤 게이 하든 - 서맨사 호킨스 의사 역
- 에릭 킹 - 네이트 올리버 형사 역
- 조지프 크로스 - 매슈 "맷" 코너 역
- 저넬 멀로니 - 세라 데이비스 역
- 리처드 릴리 - 교도소장 에드 페인 역
- 트레이시 월터
- 마이클 셰이머스 와일스

## 기타 제작진
- 공동 제작: 조시 로즌
- 배역: 하워드 퓨어
- 미술: 제프리 커클런드
- 의상: 게리 존스

## 수상 및 후보
ALMA 어워드 (1999년)
수상"Outstanding Actor in a Feature Film in a Crossover Role" - 앤디 가르시아

## 우리말 녹음
SBS 성우진 (2000년 1월 14일)
- 김관철 - 프랭크(앤디 가르시아)
- 이정구 - 매케이브(마이클 키턴)
- 박미선 - 맷(조지프 크로스)
- 김기현
- 김새영
- 안경진
- 정동열
- 이우신
- 송민경
- 오인성
- 김영진
- 박형욱
- 성수경